# La Resurrección de Cristo (Rubens, Florencia)

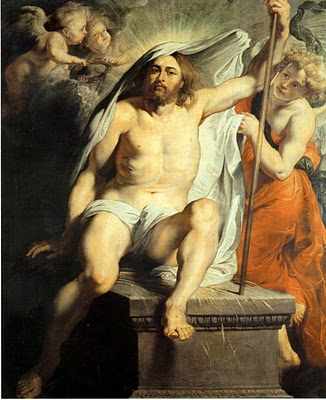
La Resurrección de Cristo (c. 1616) por Rubens

La Resurrección de Cristo (Rubens, Florencia), La Tumba de Pascua o El Triunfo de Cristo sobre la Muerte y el Pecado es un cuadro de Pedro Pablo Rubens, realizado c. 1616. Entró en la colección de  Fernando de Médici Gran Príncipe de Toscana entre 1713 y 1723 y actualmente se encuentra en la Galería Palatina del Palacio Pitti de Florencia.